# Campeonato Mundial de Gimnasia Artística
El Campeonato Mundial de Gimnasia Artística es la máxima competición internacional de gimnasia artística. Es organizado desde 1903 por la Federación Internacional de Gimnasia (FIG), aunque la participación femenina data de 1934. Actualmente se realiza cada año, a excepción de los años en los que hay Juegos Olímpicos de Verano.

## Ediciones
| Núm.    | Año         | Sede                                               | País                                               |
| ------- | ----------- | -------------------------------------------------- | -------------------------------------------------- |
| I       | 1903        | Amberes                                            | Bélgica                                            |
| II      | 1905        | Burdeos                                            | Francia                                            |
| III     | 1907        | Praga                                              | Austrohungría                                      |
| IV      | 1909        | Luxemburgo                                         | Luxemburgo                                         |
| V       | 1911        | Turín                                              | Italia                                             |
| VI      | 1913        | París                                              | Francia                                            |
|         | 1915 – 1919 | No realizados a causa de la Primera Guerra Mundial | No realizados a causa de la Primera Guerra Mundial |
| VII     | 1922        | Liubliana                                          | Yugoslavia                                         |
| VIII    | 1926        | Lyon                                               | Francia                                            |
| IX      | 1930        | Luxemburgo                                         | Luxemburgo                                         |
| X       | 1934        | Budapest                                           | Hungría                                            |
| XI      | 1938        | Praga                                              | Checoslovaquia                                     |
|         | 1942 – 1946 | No realizados a causa de la Segunda Guerra Mundial | No realizados a causa de la Segunda Guerra Mundial |
| XII     | 1950        | Basilea                                            | Suiza                                              |
| XIII    | 1954        | Roma                                               | Italia                                             |
| XIV     | 1958        | Moscú                                              | URSS                                               |
| XV      | 1962        | Praga                                              | Checoslovaquia                                     |
| XVI     | 1966        | Dortmund                                           | RFA                                                |
| XVII    | 1970        | Liubliana                                          | Yugoslavia                                         |
| XVIII   | 1974        | Varna                                              | Bulgaria                                           |
| XIX     | 1978        | Estrasburgo                                        | Francia                                            |
| XX      | 1979        | Fort Worth                                         | Estados Unidos                                     |
| XXI     | 1981        | Moscú                                              | URSS                                               |
| XXII    | 1983        | Budapest                                           | Hungría                                            |
| XXIII   | 1985        | Montreal                                           | Canadá                                             |
| XXIV    | 1987        | Róterdam                                           | Países Bajos                                       |
| XXV     | 1989        | Stuttgart                                          | RFA                                                |
| XXVI    | 1991        | Indianápolis                                       | Estados Unidos                                     |
| XXVII   | 1992        | París                                              | Francia                                            |
| XXVIII  | 1993        | Birmingham                                         | Reino Unido                                        |
| XXIX    | 1994        | Brisbane                                           | Australia                                          |
| XXX     | 1994        | Dortmund                                           | Alemania                                           |
| XXXI    | 1995        | Sabae                                              | Japón                                              |
| XXXII   | 1996        | San Juan                                           | Puerto Rico                                        |
| XXXIII  | 1997        | Lausana                                            | Suiza                                              |
| XXXIV   | 1999        | Tianjin                                            | China                                              |
| XXXV    | 2001        | Gante                                              | Bélgica                                            |
| XXXVI   | 2002        | Debrecen                                           | Hungría                                            |
| XXXVII  | 2003        | Anaheim                                            | Estados Unidos                                     |
| XXXVIII | 2005        | Melbourne                                          | Australia                                          |
| XXXIX   | 2006        | Aarhus                                             | Dinamarca                                          |
| XL      | 2007        | Stuttgart                                          | Alemania                                           |
| XLI     | 2009        | Londres                                            | Reino Unido                                        |
| XLII    | 2010        | Róterdam                                           | Países Bajos                                       |
| XLIII   | 2011        | Tokio                                              | Japón                                              |
| XLIV    | 2013        | Amberes                                            | Bélgica                                            |
| XLV     | 2014        | Nanning                                            | China                                              |
| XLVI    | 2015        | Glasgow                                            | Reino Unido                                        |
| XLVII   | 2017        | Montreal                                           | Canadá                                             |
| XLVIII  | 2018        | Doha                                               | Catar                                              |
| XLIX    | 2019        | Stuttgart                                          | Alemania                                           |
| L       | 2021        | Kitakyushu                                         | Japón                                              |
| LI      | 2022        | Liverpool                                          | Reino Unido                                        |
| LII     | 2023        | Amberes                                            | Bélgica                                            |
| LIII    | 2025        | Yakarta                                            | Indonesia                                          |
| LIV     | 2026        | Róterdam                                           | Países Bajos                                       |
| LV      | 2027        | Chengdu                                            | China                                              |

1. ↑  Última edición en la que se disputaron pruebas de campo.

## Medallero histórico
- Actualizado a Amberes 2023.

| Núm. | País            | Oro | Plata | Bronce | Total |
| ---- | --------------- | --- | ----- | ------ | ----- |
| 1    | Rusia           | 154 | 132   | 101    | 387   |
| 2    | China           | 92  | 61    | 48     | 201   |
| 3    | Estados Unidos  | 66  | 55    | 47     | 168   |
| 4    | Japón           | 55  | 59    | 72     | 186   |
| 5    | Rumania         | 47  | 46    | 42     | 135   |
| 6    | República Checa | 39  | 38    | 30     | 107   |
| 7    | Alemania        | 26  | 29    | 46     | 101   |
| 8    | Francia         | 25  | 29    | 26     | 80    |
| 9    | Suiza           | 19  | 16    | 15     | 50    |
| 10   | Yugoslavia      | 17  | 11    | 9      | 37    |
| 11   | Italia          | 15  | 11    | 29     | 55    |
| 12   | Bielorrusia     | 14  | 7     | 11     | 32    |
| 13   | Hungría         | 11  | 15    | 8      | 34    |
| 14   | Reino Unido     | 10  | 12    | 12     | 34    |
| 15   | Brasil          | 8   | 9     | 8      | 25    |
| 16   | Corea del Norte | 8   | 3     | 3      | 14    |
| 17   | Ucrania         | 7   | 13    | 18     | 38    |
| 18   | Grecia          | 7   | 3     | 2      | 12    |
| 19   | Corea del Sur   | 6   | 2     | 4      | 12    |
| 20   | Países Bajos    | 5   | 8     | 3      | 16    |
| 21   | Bulgaria        | 5   | 6     | 13     | 24    |
| 22   | Polonia         | 5   | 2     | 9      | 16    |
| 23   | Eslovenia       | 3   | 4     | 0      | 7     |
| 24   | España          | 3   | 3     | 2      | 8     |
| 25   | Suecia          | 3   | 1     | 2      | 6     |
| 26   | Finlandia       | 2   | 5     | 2      | 9     |
| 27   | Bélgica         | 2   | 4     | 7      | 13    |
| 28   | Australia       | 2   | 4     | 4      | 10    |
| 29   | Filipinas       | 2   | 2     | 2      | 6     |
| 30   | Turquía         | 2   | 1     | 0      | 3     |
| 31   | Irlanda         | 2   | 0     | 1      | 3     |
| 32   | Croacia         | 1   | 3     | 1      | 5     |
| 33   | Israel          | 1   | 2     | 3      | 6     |
| 33   | Uzbekistán      | 1   | 2     | 3      | 6     |
| 35   | Austria         | 1   | 1     | 1      | 3     |
| 36   | Luxemburgo      | 1   | 0     | 4      | 5     |
| 37   | Armenia         | 1   | 0     | 2      | 3     |
| 38   | Kazajistán      | 1   | 0     | 1      | 2     |
| 39   | Canadá          | 0   | 7     | 6      | 13    |
| 40   | Cuba            | 0   | 2     | 3      | 5     |
| 41   | China Taipéi    | 0   | 2     | 1      | 3     |
| 41   | Letonia         | 0   | 2     | 1      | 3     |
| 43   | Jordania        | 0   | 1     | 1      | 2     |
| 43   | México          | 0   | 1     | 1      | 2     |
| 45   | Argelia         | 0   | 1     | 0      | 1     |
| 46   | Azerbaiyán      | 0   | 0     | 2      | 2     |
| 47   | Puerto Rico     | 0   | 0     | 1      | 1     |
| 47   | Vietnam         | 0   | 0     | 1      | 1     |
|      | TOTAL           | 669 | 615   | 608    | 1892  |

1. ↑  Incluye las medallas obtenidas por la URSS.
2. ↑  Incluye las medallas obtenidas por Checoslovaquia.
3. ↑  Incluye las medallas obtenidas por la RFA y la RDA entre 1949 y 1990.